# 三宅真助
三宅 真助（みやけ しんすけ、1915年（大正4年）10月5日 - 没年不詳）は、実業家である。第二次世界大戦中に従軍し、大日本帝国陸軍主計中尉となり、戦後はクラレ東京支社長、クラレ不動産取締役を務めた。岡山県高梁市出身。

## 経歴

### 生い立ち
1915年（大正4年）、現在の岡山県上房郡高梁町（現：高梁市）で生れる。その後、1928年（昭和3年）に地元の旧制岡山県立高梁中学（現：岡山県立高梁高等学校）へ進学した。1933年（昭和8年）に同校を卒業し、翌年、岡山市にある旧制第六高等学校へ進学する。その後、1937年（昭和12年）3月に同校を卒業し、同年、東京帝国大学経済学部へ進学する。1940年（昭和15年）3月、同大学の経済学部経済学科を卒業する。

### 就職後
卒業後、中国大陸にある華興商業銀行へ就職する。その後、北支事変の勃発により、日中戦争が長期化すると、日本は陸海軍の兵力を増強するため、陸軍経理部も必要とする人員が急増し、三宅も大学の経済学部卒であったことから主計中尉として採用された。日本が第二次世界大戦で敗戦すると、元の職場である華興商業銀行が解散したことに伴い、1946年（昭和21年）、30歳のとき倉敷レイヨン（現：クラレ）へ就職する。
倉敷レイヨン入社後、東京業務部課長として漁網の営業を行い、東京ビニロン製品部を経て、1962年（昭和37年）東京事業部長心得（次長扱い）となり、翌年、東京事業部長となる。1970年（昭和45年）54歳のときに、クラレ東京支社長となり、翌年、1971年（昭和46年）クラレ不動産常務取締役となった。その後、1970年代後半まで活動が確認されている。